# Enlace deportivo
Enlace deportivo es un programa deportivo basado en Enlace nacional, que se dedica al reportaje deportivo peruano similar al mismo, incluyendo contenido internacional. Este programa parte de la empresa RED TV, tuvo reconocimientos en su trabajo según ANDA, como también las participaciones en la dedicación de disciplinas a peruanos.